# Le Spectre du passé (James Bond)
Pour les articles homonymes, voir Le Spectre du passé.
 (avril 2013).
Si vous disposez d'ouvrages ou d'articles de référence ou si vous connaissez des sites web de qualité traitant du thème abordé ici, merci de compléter l'article en donnant les références utiles à sa vérifiabilité et en les liant à la section « Notes et références ».
Le Spectre du passé (Blast From the Past) est la première nouvelle de Raymond Benson mettant en scène le personnage de James Bond. Elle est initialement parue dans le magazine Playboy en 1997 et réduite d'un tiers pour une question d’espace. Elle a été traduite en français dans le numéro 1 du magazine Archives 007.

## Résumé
James Bond est chez lui et s'adonne à diverses activités avec Kate, la nièce de sa gouvernante May quand il reçoit une lettre de son fils, James Suzuki, qui lui demande de venir le rejoindre à New York. Il s’avère que celui-ci y vit, il travaille dans une banque et voit rarement son père. On nous explique que c'est sa mère, Kissy Suzuki, qui s'est occupé de lui avant qu'elle ne meure d'un cancer et que son beau-père prenne la relève. James Bond arrive à New York et se rend chez son fils, mais c'est son corps qu'il trouve dans son appartement, tailladé. Une équipe d'experts scientifiques se rend sur place, dont une femme, Cheryl Haven, et trouve une lettre avec une clef ouvrant un coffre. Elle et Bond se rendent à la banque où travaille son fils, demandent à une employée de l'ouvrir, mais lorsque celui-ci tourne la clef, le coffre explose. La banque en feu, Bond et Cheryl sortent sur le trottoir quand 007 aperçoit une SDF qu'il a déjà vu devant l'appartement de son fils. Ils la prennent en chasse à pied, puis en voiture dans un taxi volé jusqu’à un immeuble abandonné. Bond y pénètre mais est assommé. À son réveil, Irma Bunt se tient devant lui, défigurée à la suite des événements au Japon de On ne vit que deux fois. Elle veut se venger de lui mais Cheryl intervient et sauve Bond qui prend en chasse Irma avant de la tuer, cependant il est gravement blessé à la jambe. Bond est amené à l’hôpital, où Cheryl le rejoindra pour la suite.